# کوه ایریگا
کوه ایریگا (به لاتین: Mount Iriga) یک کوه در فیلیپین است که در منطقه بیکل واقع شده‌است. کوه ایریگا ۱٬۱۹۶ متر بالاتر از سطح دریا واقع شده‌است.